# Риверчапел

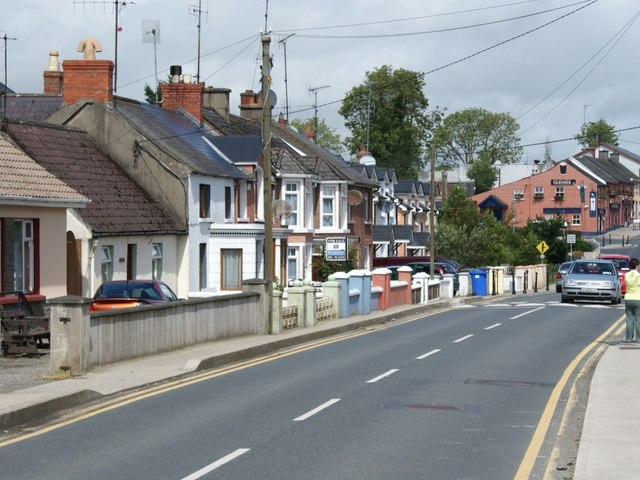
Главная улица Риверчапела

Риверчапел (англ. Riverchapel; ирл. Séipéal na hAbhann) — деревня в Ирландии, находится в графстве Уэксфорд (провинция Ленстер) у трассы R742.